# Nesles-la-Montagne
Nesles-la-Montagne ist eine französische Gemeinde mit 1.196 Einwohnern (Stand: 1. Januar 2022) im Département Aisne in der Region Hauts-de-France (vor 2016: Picardie); sie gehört zum Arrondissement Château-Thierry und zum Kanton Château-Thierry. Die Einwohner werden Cahouts genannt.

## Geografie
Die Gemeinde Nesles-la-Montagne liegt in der Landschaft Tardenois auf einem Plateau über der Marne, drei Kilometer südöstlich von Château-Thierry, weiträumiger gesehen zwischen Paris und Reims. Nachbargemeinden von Nesles-la-Montagne sind Étampes-sur-Marne und Chierry im Norden, Blesmes im Osten und Nordosten, Courboin im Osten, Montlevon im Südosten, Viffort und Montfaucon im Süden, Essises im Südwesten, Chézy-sur-Marne im WSüdwesten und Westen sowie Nogentel im Westen und Nordwesten.

## Bevölkerungsentwicklung
| Jahr                       | 1962 | 1968 | 1975 | 1982 | 1990 | 1999 | 2006 | 2013 | 2022 |
| Einwohner                  | 457  | 511  | 530  | 883  | 928  | 1073 | 1120 | 1241 | 1196 |
| Quellen: Cassini und INSEE |      |      |      |      |      |      |      |      |      |

## Sehenswürdigkeiten

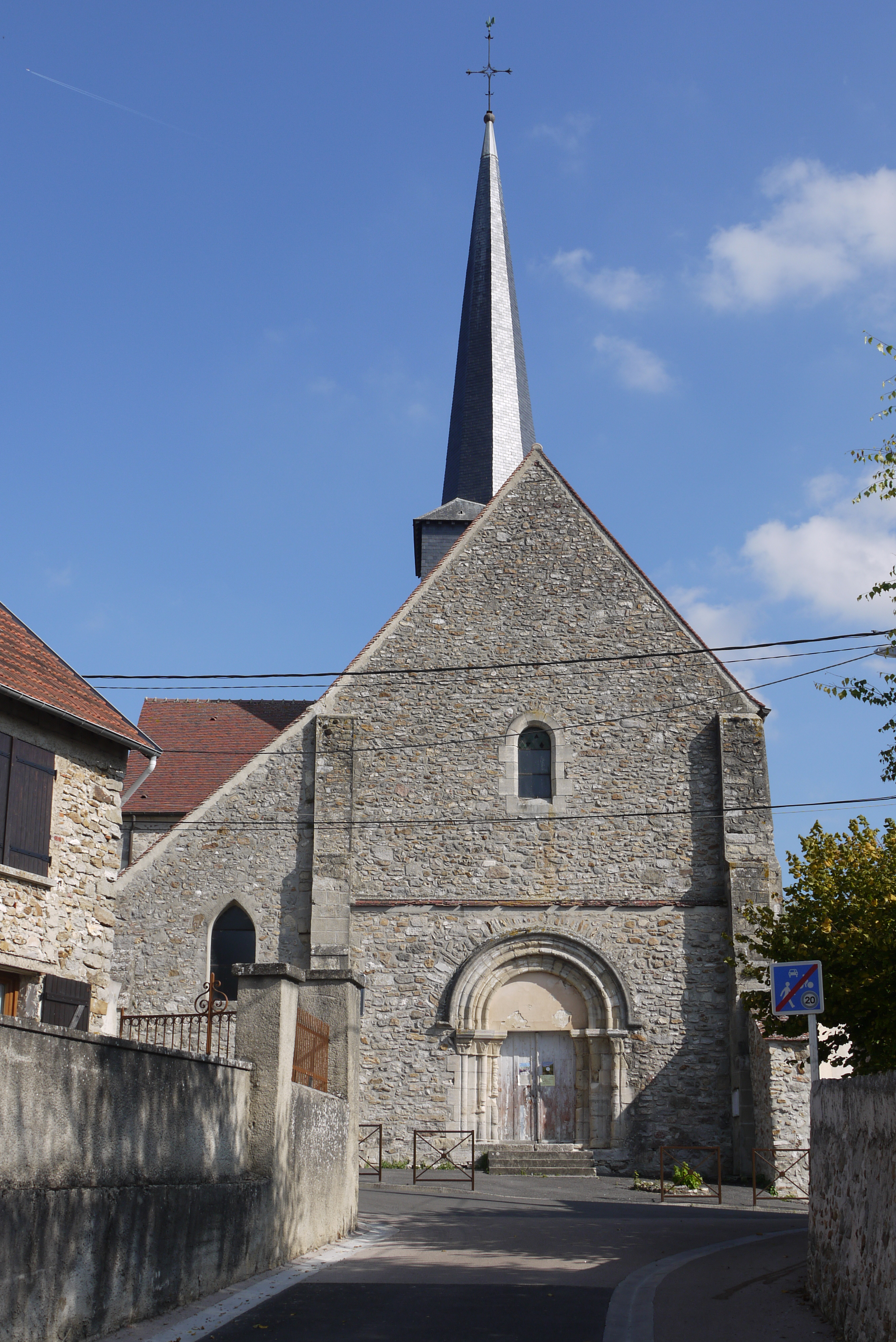
Kirche Saint-Martin
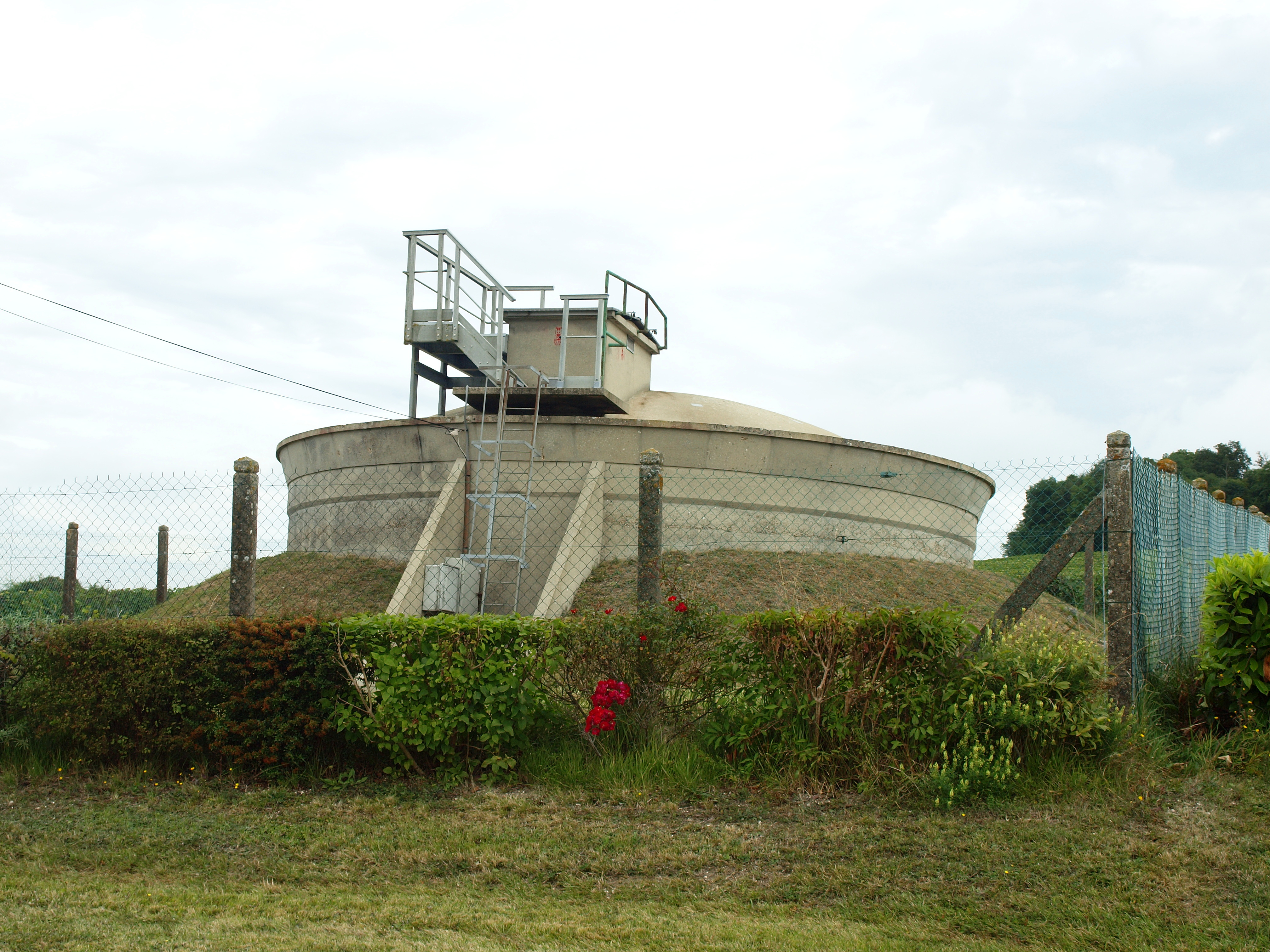
Wasserreservoir
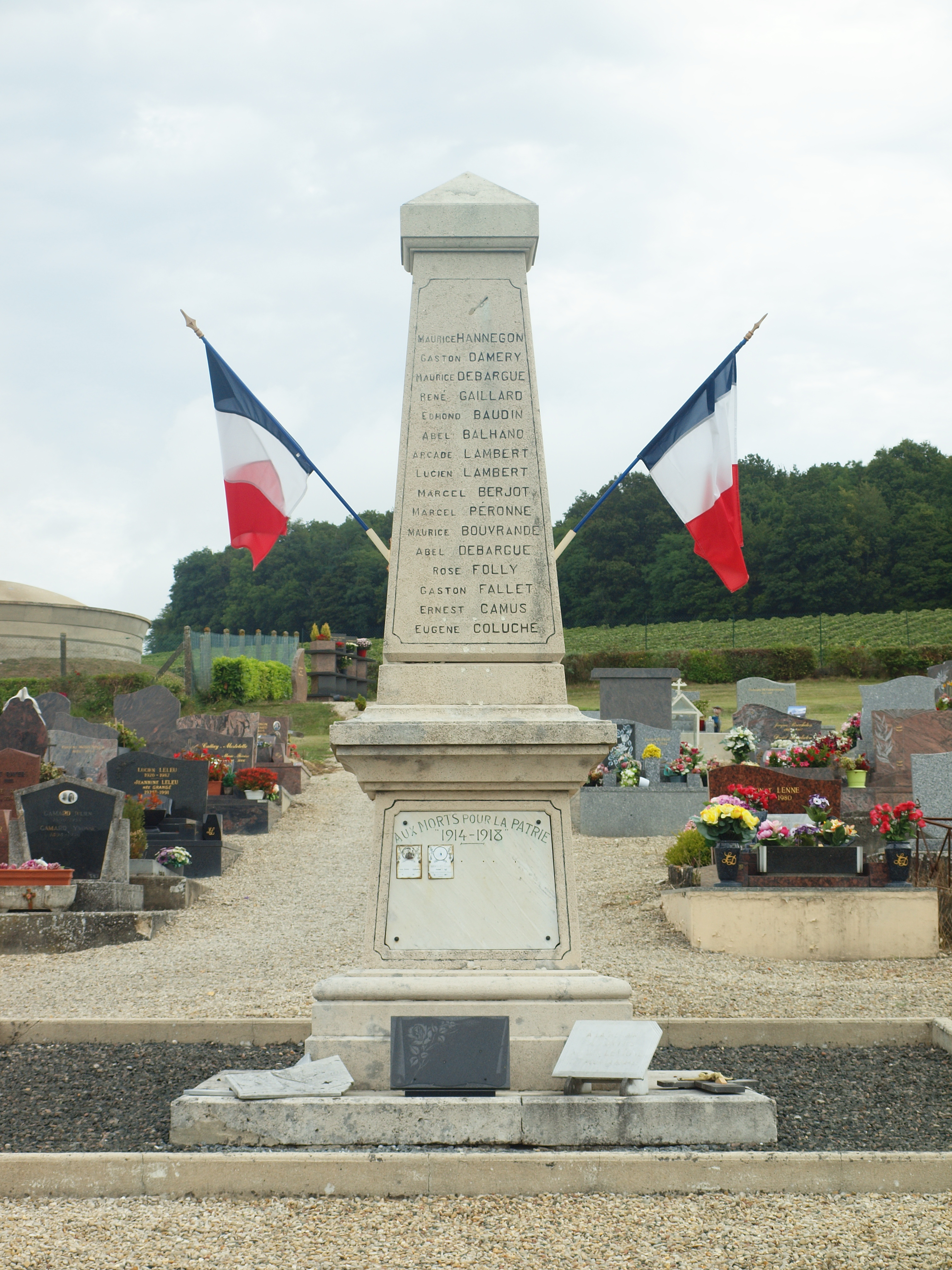
Gefallenendenkmal

- Kirche Saint-Martin
- Wasserreservoir
- Gefallenendenkmal